# 杜瓦爾山
杜瓦爾山（英語：Mount Duvall），是南極洲的山峰，位於維多利亞地的斯科特海岸，處於所羅門冰川北面，屬於皇家學會嶺的一部分，海拔高度2,149米，由美國南極名稱諮詢委員命名，現時由南極條約體系管理。